# Lotus 340R
De Lotus 340R is een gelimiteerde tweezits-buggy van het Britse automerk Lotus. In 2000 werd de wagen, die een variant is van de Lotus Elise, in een gelimiteerde oplage van 340 wagens geproduceerd. Deze waren nog voor de productie begon allemaal verkocht. Belangstellenden konden geen kleurkeuze maken; alle 340R-modellen kwamen in zilver en zwart.
De wagen werd gemaakt zonder dak of deuren, desondanks is hij straatlegaal in het Verenigd Koninkrijk. Lotus koos voor de aandrijving van de 340R voor een Rover K-serie VHPD vier-in-lijn benzinemotor. Deze werd door Lotus onderhanden genomen om goed tot zijn recht te komen in dit voertuig, en ook om de wagen zo min mogelijk te laten uitstoten. Voor de wagen werden, in samenwerking met Yokohama, speciale A038R banden ontwikkeld.

## Trivia
De 340R is te rijden in de games Forza Horizon 4 en Forza Motorsport 7.